# Gare de Mezzana
La gare de Mezzana est une gare ferroviaire française de la ligne de Bastia à Ajaccio (voie unique à écartement métrique), située sur le territoire de la commune de Sarrola-Carcopino dans le département de la Corse-du-Sud et la Collectivité de Corse (CdC).
Construite par l'État, elle est mise en service en 1888 par la Compagnie de chemins de fer départementaux (CFD). C'est une gare des Chemins de fer de la Corse (CFC) desservie par des rames « grande ligne ». C'est également l'un des terminus de la relation du secteur suburbain d'Ajaccio avec une desserte quotidienne renforcée. La gare d'Ajaccio est à 12 minutes.

## Situation ferroviaire
Établie à 56 mètres d'altitude, la gare de Mezzana est établie au point kilométrique (PK) 144,9 de la ligne de Bastia à Ajaccio (voie unique à écartement métrique), entre les gares de Carbuccia et de Cavone, s'intercale l'ancienne gare devenue arrêt facultatif de Caldaniccia.
C'est une gare d'évitement avec une deuxième voie pour le croisement des rames.

## Histoire

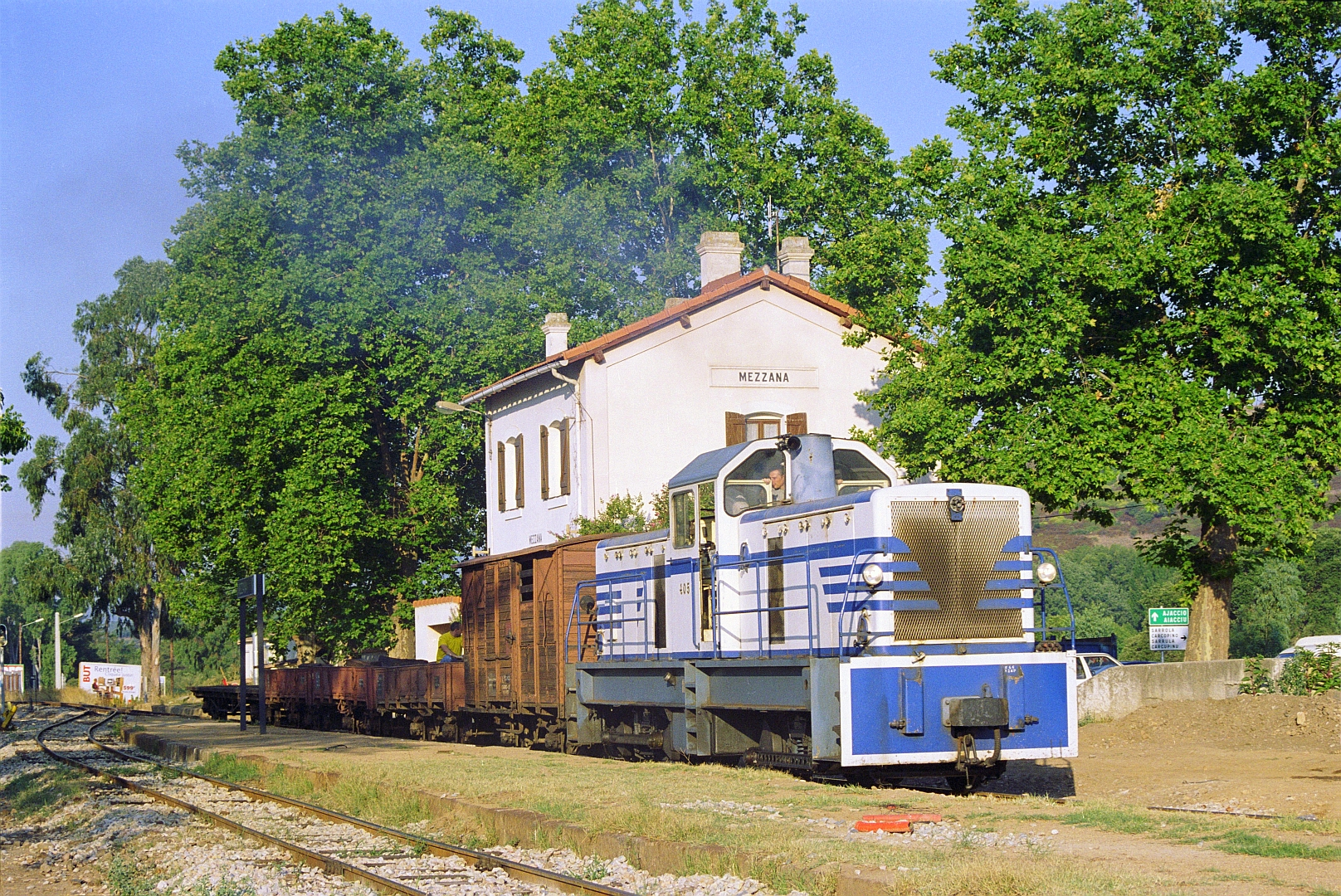
La gare de Mezzana traversée par un train du service marchandises, supprimé en 2004.

En 1887, l'État active les travaux de construction et d'aménagement de la « station de Mezzana » afin de permettre l'ouverture de la ligne d'Ajaccio à  Mezzana  au cours de l'année 1888. En septembre, le conseil général est informé de l'état du réseau routier permettant l'accès à la « station de Mezzana ». Située près de la route nationale 193, elle est desservie par le chemin d'intérêt commun no 8, qui rejoint Cuttoli-Corticchiato, et les chemins vicinaux des communes d'Afa, de Valle-di-Mezzana et Peri. Mais ces voies sont inachevées ou incomplètes, le coût des travaux nécessaires est estimé à environ 150 000 francs.
La station de Mezzana est mise en service le 1er décembre 1888 par la Compagnie de chemins de fer départementaux (CFD) lors de l'ouverture à l'exploitation de la section d'Ajaccio à Mezzana,.
En 2009, elle devient l'un des terminus de la section du « secteur périurbain d'Ajaccio ». Sur ce parcours la desserte spécifique est de cinq allers-retours quotidiens, le temps du parcours entre Ajaccio et Mezzana est de 12 minutes. En 2010, un parc relais de 50 places est construit, à proximité du bâtiment voyageurs, dans le but de favoriser l'intermodalité entre voiture et transports en commun et ainsi désengorger le trafic routier du centre d'Ajaccio. Il est inauguré le 12 juillet 2010.

## Service des voyageurs

### Accueil
Gare CFC, elle dispose d'un bâtiment voyageurs, avec guichet ouvert tous les jours.
La traversée des voies s'effectue par un passage à niveau piétons planchéié, situé face au bâtiment de la gare.

### Desserte

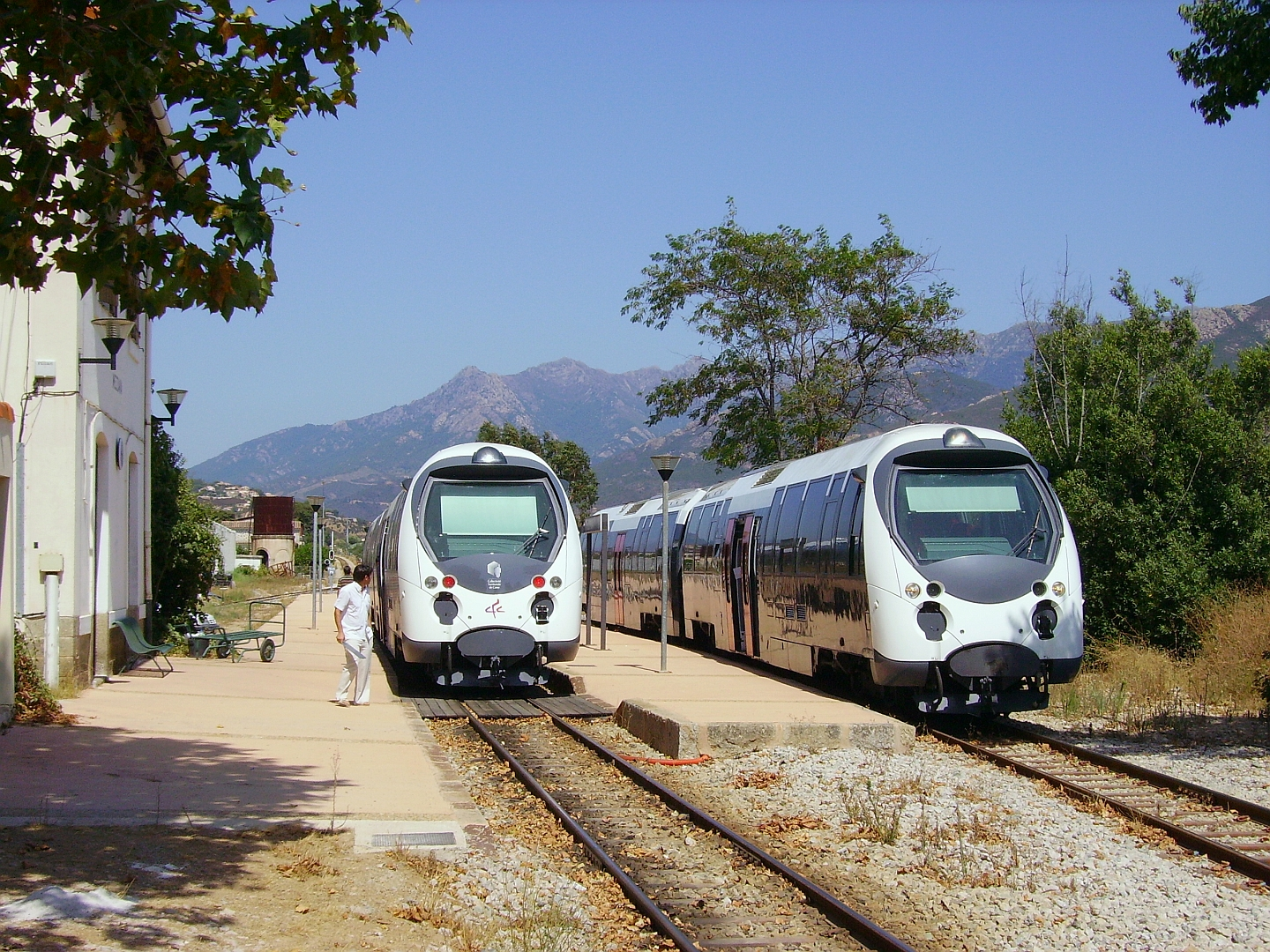
2 AMG 800 en gare lors d'un croisement. Voie principale à gauche.

Mezzana est desservie par des rames CFC « grande ligne » des relations : Bastia, ou Corte, - Ajaccio. C'est également une gare principale (terminus) du « Secteur périurbain d'Ajaccio » desservie par des trains CFC de la relation Ajaccio - Mezzana.

### Intermodalité
Un parking pour les véhicules y est aménagé à proximité. La gare est desservie par des autobus de la ligne 11 du réseau des Transports collectifs Ajacciens.

## Patrimoine ferroviaire
Le bâtiment voyageurs construit en 1888 est toujours présent et en service. Il s'agit d'un bâtiment d'architecture type de la ligne, avec deux ouvertures et un étage.